# NGC 6660
NGC 6660 (другие обозначения — NGC 6661, UGC 11282, MCG 4-44-3, ZWG 143.3, IRAS18324+2252, PGC 62072) — галактика в созвездии Геркулес.
Этот объект занесён в новый общий каталог несколько раз, с обозначениями NGC 6660, NGC 6661.
Этот объект входит в число перечисленных в оригинальной редакции «Нового общего каталога».